# Oinoanda
Oinoanda ou Œnoanda (en grec : τὰ Οἰνόανδα) est une ancienne cité grecque de Lycie, sur le cours supérieur du fleuve Xanthe. Elle est connue pour une très longue inscription de doctrine épicurienne dédiée par le philosophe Diogène d'Œnoanda. Les ruines de la cité se trouvent sur une hauteur à l'ouest de l'actuel village d'İncealiler, district de Fethiye, province de Muğla, dans le sud-ouest de la Turquie. Le nom antique de la localité suggère une activité de viticulture (grec : oînos, « vin »).

## Le site

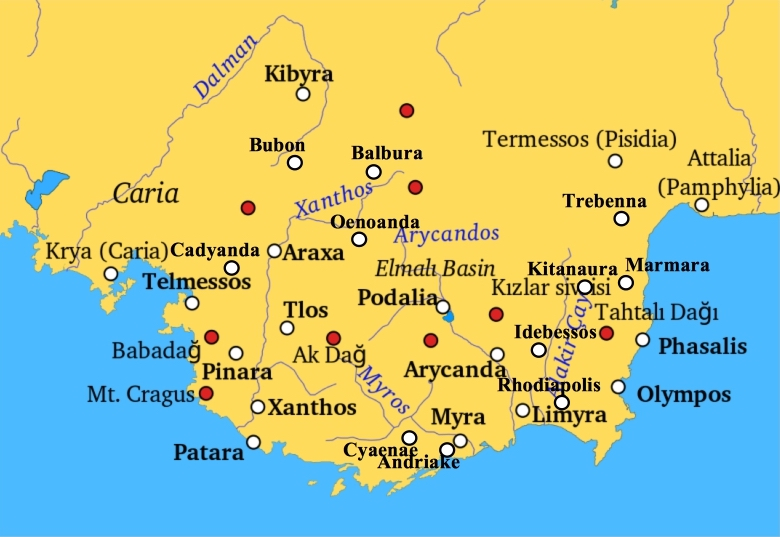
Carte des cités lyciennes antiques dont Oinoanda.

L'agglomération antique se trouve près de la frontière nord de la Lycie, à la limite de la tétrapole de Cibyra en Phrygie, à 1400 m d'altitude. Le mont Eren Tepe (1532 m) est parfois décrit comme « acropole » d'Oinanda bien qu'il n'ait pas été compris dans l'agglomération antique. Le terrain pentu et accidenté ne favorise pas la construction ; l'agora et un espace décrit comme « esplanade » se trouvent dans la partie nord de l'agglomération. Le côté sud-est est fermé par un rempart en partie conservé, coupé par un aqueduc. Le village turc d'İncealiler s'étend dans la plaine à l'est de la ville et empiète en partie sur le site antique.
Un pont en arc, le pont d'Oinoanda (en), a été construit sous le règne de Claude : il traversait le Xanthe à 2 km au nord de la ville près du village actuel de Kemerarası. Des blocs de pierre en réemploi dans ce pont indiquent qu'il dépendait du territoire civique d'Oinoanda. Il a été remplacé par un pont ottoman qui existe toujours.

## La découverte

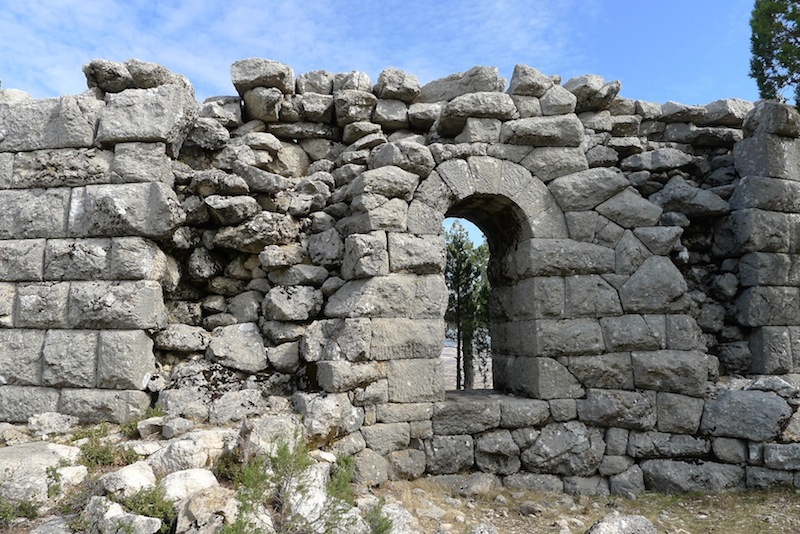
Enceinte fortifiée d'Oinoanda, v. 260.

Le site est découvert et identifié par des voyageurs britanniques dans les années 1840 et un premier plan est publié en 1847. Bien que les structures de surface soient en partie conservées, elles ne font pas l'objet d'études approfondies jusqu'aux années 1990. Cependant, à partir de 1884, les archéologues et épigraphistes s'intéressent à une longue inscription en grec, découverte par fragments successifs et dont 88 fragments sont publiés en 1895. Georges Cousin, de l'École française d'Athènes, effectue les premiers relevés de texte en juin 1885. Il identifie son dédicataire, Diogène d'Œnoanda, et constate que le rempart, en partie ruiné, a inclus en réemploi de nombreux blocs tirés du même monument : les pierres sont tournées de manière à rendre invisible la partie gravée. L'inscription se révèle être un long texte de philosophie épicurienne composé par un riche citoyen épris de culture : c'est la plus longue inscription connue de l'Ancien Monde.
En 1968, le Britannique Martin Ferguson Smith (en) reprend les fouilles sur le site ; il découvre 38 nouveaux fragments de l'inscription et peut préciser l'emplacement originel de ceux trouvés au XIXe siècle. À partir de 1974, le site fait l'objet de fouilles systématiques avec le soutien de l'Institut britannique d'Ankara (en). L'esplanade est identifiée comme l'ancienne agora de l'époque hellénistique. Outre la grande inscription de Diogène d'Œnoanda, le site révèle d'autres inscriptions de bonne longueur dont celle de Licinnia Flavilla et celle dite des « Demostheneia », étudiée par l'épigraphiste Michael Wörrle, de l'Institut archéologique allemand, qui illustre l'importance d'un festival culturel rassemblant les élites locales. Cependant, l'organisation de la ville et le contexte de la grande inscription de Diogène restent mal connus. Une nouvelle campagne de fouilles est entreprise à partir de 2007 et permet de dégager des vestiges d'époques diverses dont les restes d'une église protobyzantine.
Les nouvelles techniques de prospection permettent de dégager 160 fragments de la grande inscription, certains minuscules, et de reconstituer la structure tridimensionnelle de l'ensemble avant sa destruction, ainsi que de progresser dans la connaissance des autres inscriptions du site. Sur le versant nord du site dit « acropole », une enceinte en pierre taillée de 60 m de diamètre était peut-être un enclos pour le bétail.

## Histoire

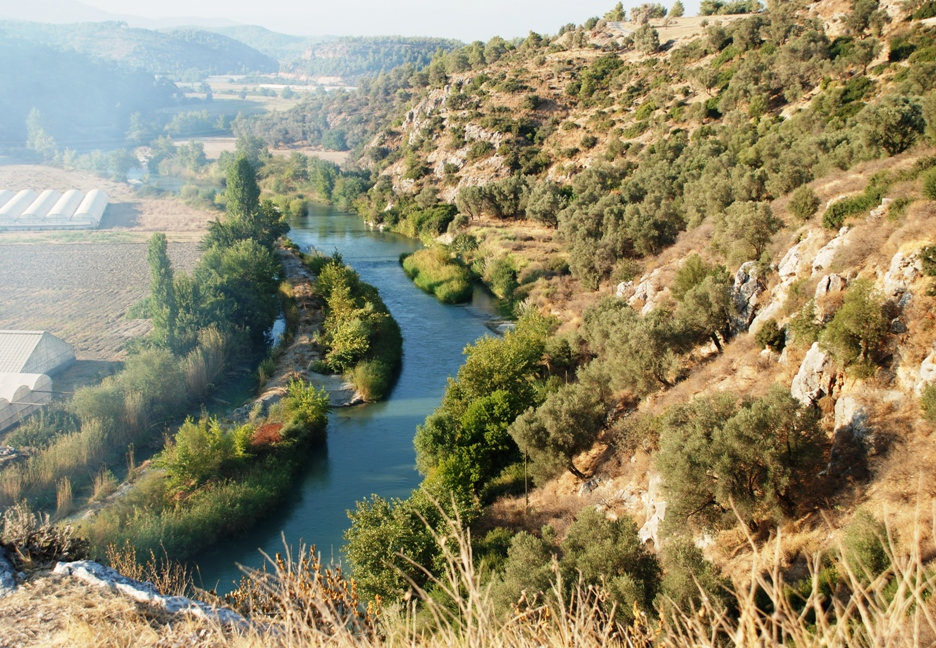
Le fleuve Xanthos (Eşen Çayı) photographié en 2010.

Les origines d'Oinoanda avant l'époque hellénistique ne sont pas connues. Vers 200-193 av. J.-C., elle devient une colonie de Termessos ; elle est désignée comme Termessos Minor. Les noms d'Oinoanda, Termessos Minor et « Termessos près d'Oinoanda » sont à peu près interchangeables dans les documents et pourraient s'expliquer par la fusion de deux groupes de colons. Une inscription d'époque impériale évoque une origine commune entre « Termessos près d'Oinoanda » et la cité de Termessos en Pisidie.
Une stèle trouvée au temple de la déesse Léto, sanctuaire  commun de la Ligue lycienne, garde le souvenir d'un accord conclu entre Oinoanda et la Ligue pour la perception des péages et l'exploitation des hautes terres limitrophes d'Oinoanda et des cités lyciennes de Tlos et Cadyanda (en). La montagne appelée « Masa » est reconnue comme un territoire inaliénable de Tlos mais les gens d'Oinoanda y obtiennent un droit de pâturage et d'exploitation du bois à condition de s'abstenir de labours et de constructions permanentes. Oinoanda est représentée par le prêtre de Rome et celui de Zeus, les Lyciens par les prêtres de Rome et d'Apollon ; les délégués d'Oinoanda portent des noms typiquement pisidiens. L'inscription est datée de l'an « 34 » de l'ère locale d'Oinoanda sans qu'on sache à quel point de départ elle correspond ; le culte de Rome ne semble apparaître en Lycie qu'après 167 av. J.-C., date où l'intervention de la République romaine met fin à la tutelle de Rhodes. La cité de Cos, en relations amicales avec les Lyciens, est choisie comme arbitre pour l'application de l'accord qui prévoit la pose d'une série de bornes autour du territoire indiqué. La Ligue lycienne s'engage à verser à Oinoanda une indemnité de 25 talents en monnaie rhodienne pour solder les litiges antérieurs dont la nature n'est pas précisée ; une amende de 100 talents est prévue si une des parties ne remplit pas ses obligations. Les fouilles menées par les archéologues turcs tendent à identifier le site de Masa à l'actuel mont Hacıosman dans le district de Döşemealtı.

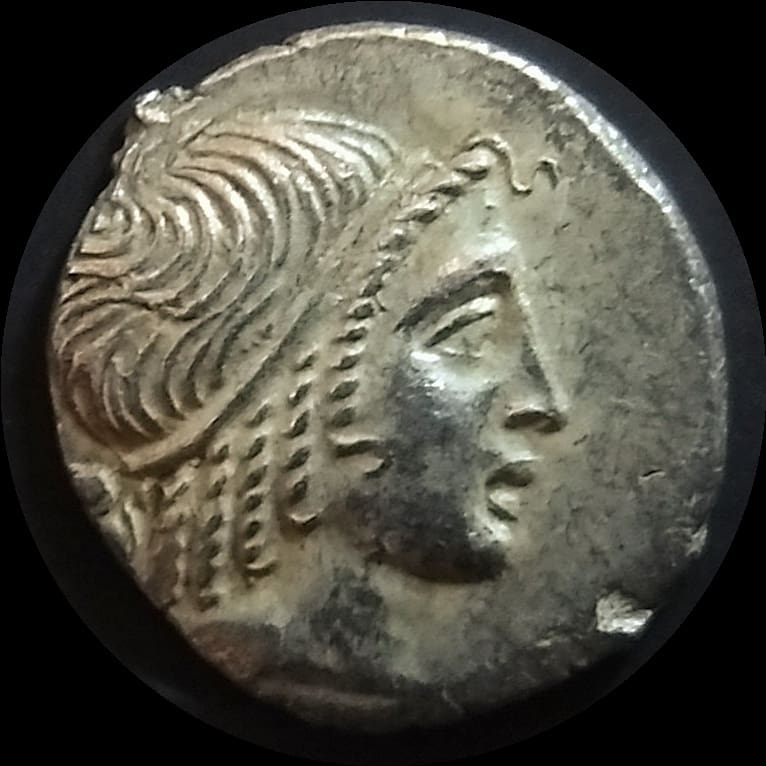
Demi-drachme de la Ligue lycienne à l'effigie d'Apollon, v. 32-30 av. J.-C.

Selon Strabon, Oinoanda était la plus méridionale des quatre villes de la tétrapole de Cibyra, comprenant aussi Bubon, Balbura et Cibyra ; en 84 av. J.-C., le propréteur Lucius Licinius Murena dissout cette petite ligue et rattache Oinoanda à la Ligue lycienne. Oinoanda frappe alors des didrachmes qui servent peut-être à rétribuer ses mercenaires.
Le pont d'Oinoanda est construit en 50 de notre ère, peu après l'annexion de la Lycie par Claude en 43. Une inscription de Patara loue l'empereur d'avoir purgé la région du brigandage et assuré la sûreté des routes ; elle donne la liste des villes desservies par les principaux itinéraires routiers, dont Oinoanda. Les auteurs discutent si ce pont fait partie d'un plan général de réseau routier romain entrepris à cette époque en Lycie ou si l'administration romaine n'a fait que compléter un réseau préexistant.
Le conseil dirigeant de la ville (boulé) compte 500 membres, chiffre inhabituellement élevé pour une cité de petite taille. L'inscription de Licinnia Flavilla nous fait connaître la généalogie de cette habitante et témoigne du statut prestigieux que pouvaient atteindre des femmes dans l'Asie romaine. Un autre riche habitant, Caïus Iulius Demosthenes, citoyen romain dont la généalogie révèle des ascendances asianiques, fait une brillante carrière dans l'administration romaine comme procurateur de Sicile. Retiré dans sa cité natale, il fonde en 125 de notre ère un festival consacré à la musique et au théâtre. Contrairement à tous les autres festivals connus dans l'Asie mineure romaine, celui-ci ne fait initialement aucune place à l'athlétisme ; ce choix peut s'expliquer par les préférences personnelles de l'évergète, mais aussi par les incitations de l'empereur Hadrien, passionné de culture grecque, qui lui adresse une brève lettre d'encouragement.

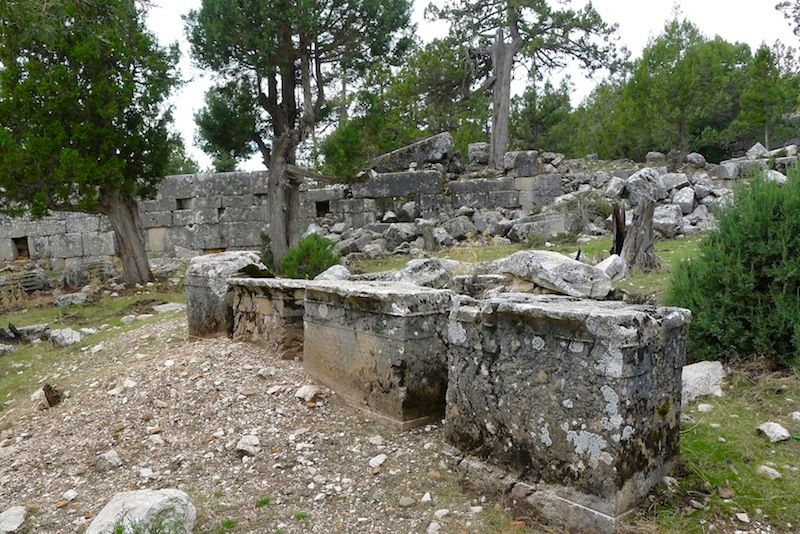
Blocs de l'inscription de Diogène d'Œnoanda, v. 200.

Au début du IIIe siècle, Oinoanda est une ville prospère avec un théâtre taillé à flanc de roche, des thermes, des portiques, un sanctuaire d'Asclépios. C'est à cette époque que Diogène l'Épicurien fait bâtir, en bordure de la chaussée, un portique de 100 m de long gravé d'un long traité de son école philosophique. Cependant, vers 260, pendant la crise du IIIe siècle, le portique de Diogène est rasé et ses blocs réemployés pour construire un rempart.
Dans la seconde moitié du IIIe siècle, le festival des Demostheneia perd peu à peu de son caractère culturel : les inscriptions ne font plus mention que des victoires aux concours athlétiques.
La vie intellectuelle n'a pourtant pas disparu ; un bloc du rempart, taillé en autel, porte une inscription de six hexamètres en l'honneur d'une divinité abstraite :

« Né de soi-même, inenseigné, sans mère, inébranlable,

Ne laissant place à aucun nom, susceptible de noms multiples, demeurant dans le Feu,

Tel est Dieu : nous sommes une part de Dieu, ses Anges.

Voici donc qu'à ceux qui s'interrogent sur la nature de Dieu,
 
Le dieu a répondu en l'appelant Éther omnivoyant : vers lui donc tes regards,

À lui adresse tes prières à l'aube, le regard tourné vers l'orient. »

Cette invocation à un dieu inconnu présente de nombreuses ressemblances avec un oracle d'Apollon de Claros connu par l'apologiste chrétien Lactance et qui en est peut-être la source.
Sous l'Empire byzantin, la ville devient chrétienne et est le siège d'un diocèse ; son évêque Palmantios est impliqué dans la crise du monophysisme à l'époque de la mort de l'empereur Anastase en 518.
Oinoanda est un siège titulaire de l'Église catholique romaine, établi en 1933.

## Sources et bibliographie
- (en) Cet article est partiellement ou en totalité issu de l’article de Wikipédia en anglais intitulé « Oenoanda » (voir la liste des auteurs) dans sa version du 21 août 2022.
- German Archaeological Institute (DAI), « The Oinoanda campaign of 2012 »
- Oinoanda and the biggest inscription of the ancient world, German Archaeological Institute (DAI), 2008 (lire en ligne).
- Robin Lane Fox, Païens et chrétiens : La religion et la vie religieuse dans l'empire romain de la mort de commode au concile de Nicée, Presses universitaires du Mirail, 1997 (lire en ligne).
- Christian Le Roy, « Une convention entre cités en Lycie du Nord », Comptes rendus des séances de l'Académie des Inscriptions et Belles-Lettres, vol. 140, no 3,‎ 1996, p. 961-980 (lire en ligne).
- (en) N. P. Milner, « A Roman Bridge at Oinoanda », Anatolian Studies, British Institute at Ankara, vol. 48,‎ 1998, p.117–123.
- (en) Stephen Mitchell, Ethnicity and Culture in Late Antiquity, Classical Press of Wales, 2000 (lire en ligne).
- Georges Cousin, « Inscriptions d'Oenoanda ». In: Bulletin de correspondance hellénique. Volume 16, 1892. pp. 1-70